# D306S
DDIセルラーグループのD306S、IDOの705Gは、ソニー（現ソニーモバイルコミュニケーションズ）製のauブランドの第二世代携帯電話(PDC)端末である。

## 概要
auブランド発足後に発売された初めてのPDC端末であり、本機と同時発表された京セラ製・松下通信工業（現パナソニック モバイルコミュニケーションズ）製の端末と共にau最後のPDC端末となった。
ソニー製端末最大の特徴であるフロントジョグを搭載し、操作性が非常に高い。
液晶のバックライト色をグリーンとオレンジの2色どちらかに設定する事が可能。
回線交換方式EZwebに対応している。
Eメール作成機能が充実しており、アドレス帳のEメールアドレスからEメール作成画面へ移動出来るショートカット機能が搭載されている。また、学習機能付連文変換機能が搭載されており長文を作成する際の負担が少なくて済む様に作られている。

D306S/705G共に基本的な仕様は全く同一だが、セルラー・IDOそれぞれのサービスに合わせるため、若干機能に差異がある。（例 ショートメッセージサービスの対応。D306Sはたのしメール、705Gはプチメールにそれぞれ対応している。）

## 沿革
D306S
- 2000年3月3日　 テレコムエンジニアリングセンター(TELEC)による技術基準適合証明（技術基準適合証明番号WAA0093942～0093951）
- 2000年3月29日　TELECによる技術基準適合証明（技術基準適合証明番号0094433～0094562）
- 2000年5月12日　TELECによる技術基準適合証明（技術基準適合証明番号0094763～0094852）
- 2000年5月15日　TELECによる技術基準適合証明の工事設計認証（工事設計認証番号WAA0070）
- 2000年5月16日　電気通信端末機器審査協会(JATE)による技術基準適合認定の設計認証（設計認証番号A00-0494JP）

705G
- 2000年5月15日　TELECによる技術基準適合証明の工事設計認証（工事設計認証番号WAA0069）
- 2000年5月16日　JATEによる技術基準適合認定の設計認証（設計認証番号A00-0495JP）

2000年7月発売
2003年3月31日　 PDCサービス終了により使用はこの日限りとなる。